# Сражение за Вайоминг
Сражение за Вайоминг (англ. Battle of Wyoming) — сражение между американскими солдатами и ополченцами, с одной стороны, и рейнджерами Батлера и индейцами, с другой, состоявшееся 3 июля 1778 года на территории современного округа Льюзерн в Пенсильвании во время Войны за независимость США. Сражение окончилось разгромом американцев.
После окончания сражения по всей долине Вайоминг произошли массовые грабежи и поджоги зданий, но мирные жители не пострадали. В течение нескольких недель некоторые американские газеты опубликовали необоснованные сообщения, что были убиты сотни женщин и детей. Эта ложная версия событий десятилетиями принималась многими историками в США и Великобритании как доказанный факт, но позднее была полностью дискредитирована.

## Предыстория
Когда началась Американская революция, конфедерация ирокезов не желала принимать участие в ней и попыталась сохранить нейтралитет. Конгрегационалистский священник Сэмюэл Киркленд, служивший миссионером среди ирокезов, смог убедить онайда и тускарора принять сторону американцев, в то время как мохоки, сенека, кайюга и онондага остались верны Великобритании. Объединившись с лоялистами, пробританские ирокезы стали совершать разрушительные рейды на земли Нью-Йорка и Пенсильвании.
Зимой 1777—1778 годов вождь сенека Сайенкерата и лидер мохоков Джозеф Брант, союзники Великобритании, разработали планы нападения на приграничные поселения в Нью-Йорке и Пенсильвании. Сайенкерата решил атаковать поселения в долине Вайоминг, а Брант отправился к ирокезским деревням, расположенным на севере Нью-Йорка.
В июне 1778 года Сайенкерата, Брант и Джон Батлер встретились в Тайоге и провели совещание. Они приняли решение, что Батлер отправится вместе с Сайенкератой в Вайоминг, а Брант вернётся в деревню Онакуагу и продолжит сбор людей и провизии для последующих рейдов на поселения американцев в Нью-Йорке.
В конце июня большой отряд индейцев и рейнджеров спустился вниз по реке Саскуэханне на 50 каноэ и направился в долину Вайоминг, которая многие годы являлась предметом спора между Пенсильванией и Коннектикутом. Батлер командовал 110 рейнджерами, а 464 ирокеза возглавил Сайенкерата. Большинство индейских воинов были из племён сенека и кайюга, но присутствовали также представители онондага и тускарора. 30 июня отряд прибыл к Вайомингу и расположился на возвышенности, с которой открывался хороший обзор всей долины.

## Сражение
1 июля разведчики ирокезов столкнулись с группой из 12 поселенцев, работавших на полях близ Саттон-Крика. Четверо американцев были убиты, а двое взяты в плен. Остальным удалось сбежать и поднять тревогу. Поселенцы в панике покидали свои дома по всей долине Вайоминг и бежали в имеющиеся военные укрепления, самым крупным из которых был форт Форти. Когда слухи об атаках
достигли поста, полковник Зебулон Батлер собрал более 400 солдат и ополченцев и повёл их навстречу врагу.
В соответствии со своей стратегией Сайенкерата, Сажатель Кукурузы и Джон Батлер вели переговоры о сдаче двух фортов на западной стороне
долины. В этой области было много поселенцев, благожелательно относящихся к лоялистам. Два поста, форт Уинтермут и форт Дженкинс, сдались без единого выстрела. Джон Батлер и вожди сенека дали обещание, что его обитателям не причинят вреда и разрешат покинуть Вайоминг. Тем не менее ирокезы сожгли несколько домов и ферм в этой части долины.

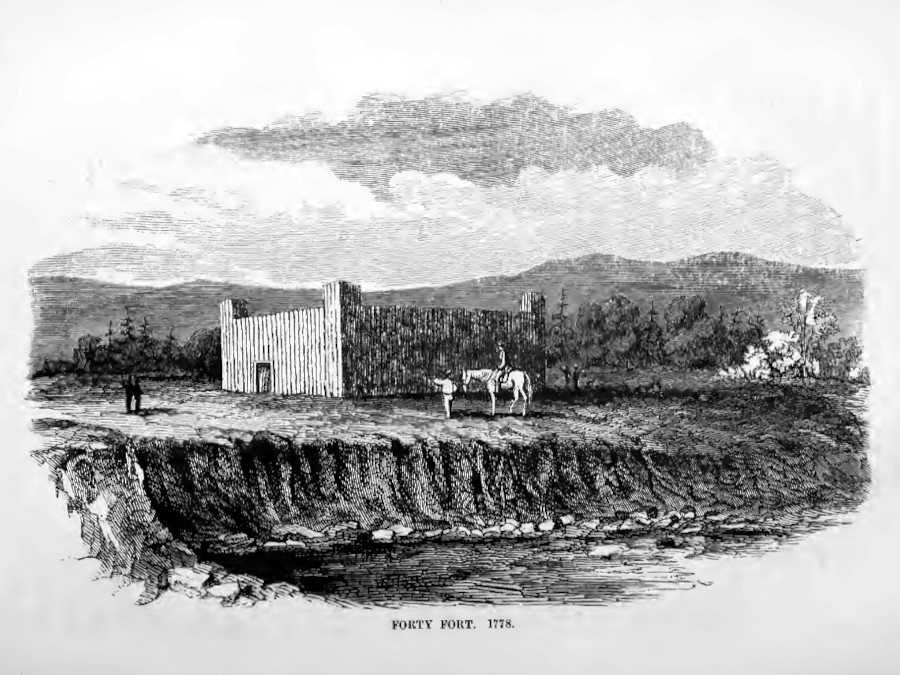
Форт Форти в 1778 году. Рисунок неизвестного художника

3 июля около 14 часов дня индейцы увидели приближающийся отряд американцев, которых вели Зебулон Батлер и его заместители Нейтан Деннисон и Джордж Дорранс. Ирокезы и лоялисты решили поджечь захваченные форты, чтобы заставить американцев думать, что они отступают. Джон Батлер и Сайенкерата разделили своих бойцов на несколько групп и приказали большинству укрыться в лесу. Заняв выгодную позицию, остальные ждали приближения американцев. Приблизившись к лесу, Зебулон Батлер построил свой отряд в боевой порядок и приказал атаковать противника. После небольшой перестрелки лоялисты и индейцы стали отступать. 
Полагая, что враг сломлен и победа близка, американцы побежали на неприятеля. В этот момент прячущиеся в лесу ирокезы начали стрельбу по людям Зебулона Батлера. Из-за близкого расстояния и меткого огня американцы тут же понесли значительные потери. Левое крыло солдат и ополченцев попыталось отступить на более выгодную позицию, но этот шаг был ошибочно принят остальными американцами как приказ к отходу. Среди них началась паника и многие побросали своё оружие во время бегства. Бой продолжался около 30 минут. Индейцы преследовали бегущих американцев, которые устремились к Саскуэханне. У реки ирокезы убили многих ополченцев и солдат, когда они пытались перейти её вброд. Некоторым американцам, в том числе и Зебулону Батлеру, удалось добраться до форта Форти невредимыми, но более 300 солдат и ополченцев погибли. 
Достигнув форта Форти, Сайенкерата и Джон Батлер предложили американцам сдаться. Нападавшие потребовали сдачи поста и всех других укреплённых домов в долине, пообещав, что её жителям не причинят вреда, если они капитулируют и покинут Вайоминг. Не имея другой альтернативы после поражения накануне, американцы приняли условия. Официальная капитуляция была отложена до тех пор, пока Зебулон
Батлер и его оставшиеся солдаты смогли покинуть пост незамеченными. Только после их бегства поселенцы сдали форт Джону Батлеру. Жители долины покинули её невредимыми, но ирокезы разрушили и сожгли сотни домов. Тысячи голов крупного рогатого скота, большое количество лошадей, овец и свиней были зарезаны. После уничтожения поселений в долине Вайоминг индейцы и лоялисты отступили, взяв с собой пятерых пленных.

## Последствия
Когда лоялисты и ирокезы достигли Тайоги, Джон Батлер отправил большую часть своих рейнджеров под командованием капитана Уильяма Колдуэлла в Онакуагу для соединения с силами Джозефа Бранта. 8 июля 1778 года командир рейнджеров прибыл в форт Ниагара и доложил командующему постом о полном разгроме американских поселенцев в долине Вайоминг. В рапорте он указал о восьми разрушенных фортах и об уничтожении большого количества крупного рогатого скота, овец и свиней. Он также добавил, что во время его рейда никто из мирных жителей не пострадал.

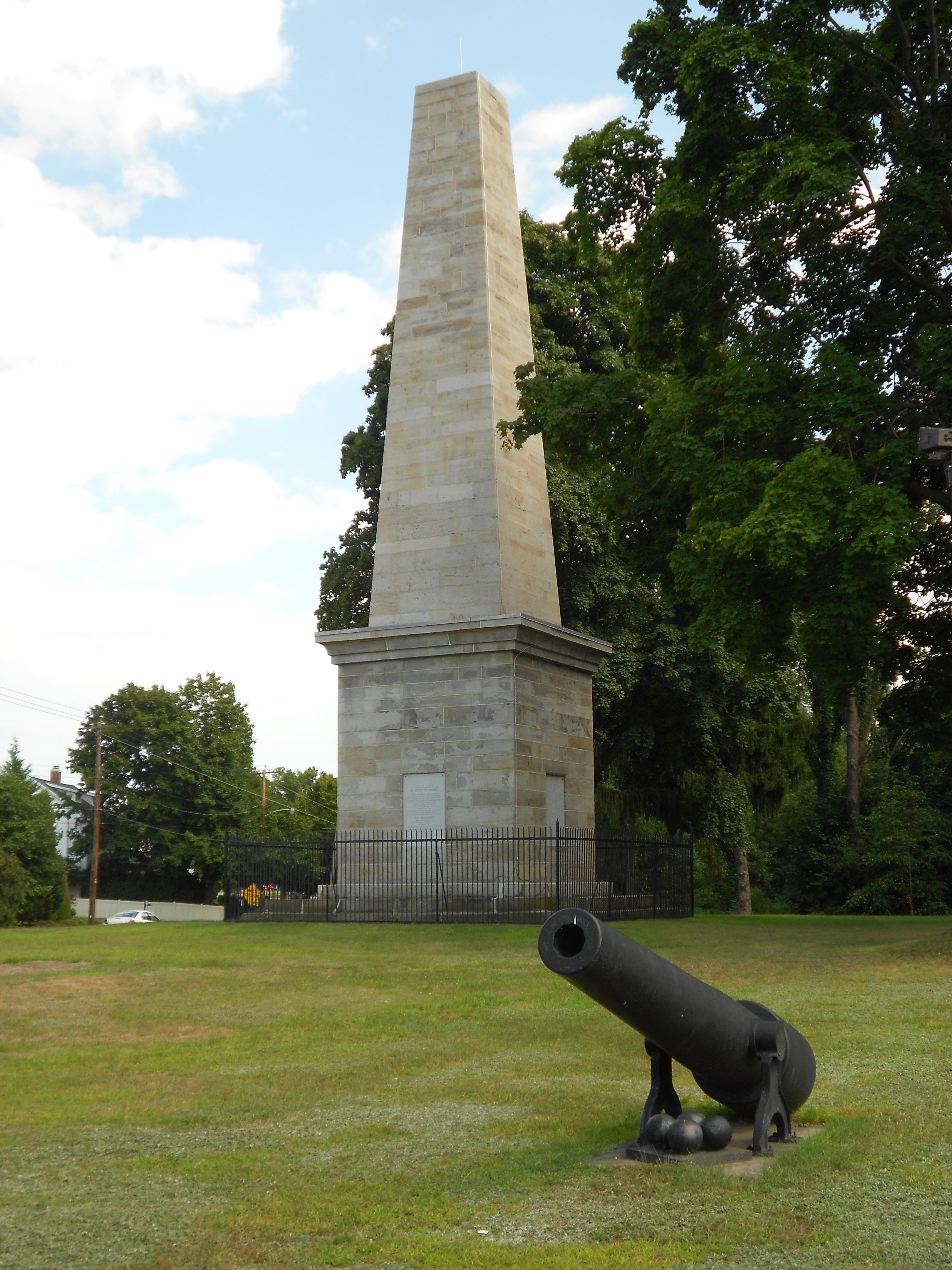
Памятник жертвам сражения

После битвы поселенцы, бежавшие из Вайоминга, распространяли душераздирающие истории о поражении американцев, которые способствовали всеобщей панике на пограничных землях Нью-Йорка и Пенсильвании. Ирокезов обвиняли в пытках и убийствах сотен мирных поселенцев. Джозеф Брант, несмотря на то, что не принимал участия в сражении, прослыл среди американцев вождём, «отличавшемся необычайной свирепостью». Некоторые американские газеты подхватили эти истории и опубликовали необоснованные сообщения о сожжении женщин, детей и раненых солдат. Эти рассказы попали также в оппозиционную прессу в Великобритании, вызвав ажиотаж в Парламенте. В течение многих лет после сражения в долине историки как в США, так и в Великобритании писали об ужасной резне в Вайоминге.
Массовое уничтожение поселений разозлило многих американцев и привело к настойчивым призывам к возмездию. Губернатор Нью-Йорка Джордж Клинтон обратился за помощью к Джорджу Вашингтону и тот приказал полковнику Батлеру разрушить ирокезские деревни, служившие базами для людей Бранта. В начале октября солдаты Континентальной армии и нью-йоркские ополченцы атаковали и разрушили Онакуагу и Унадиллу.
Ирокезы, участвовавшие в рейде на Вайоминг, были возмущены обвинениями, выдвинутыми против них американцами. Во время нападения на поселение Черри-Валли в ноябре 1778 года они убили 32 мирных жителя, отомстив таким образом за ложные обвинения.

## Историческое наследие
В 1809 году шотландский поэт Томас Кэмпбелл написал стихотворение «Гертруда из Вайоминга», в котором вождь мохоков упоминался как Чудовище Брант, хотя он не принимал участия в сражении.
Строительство памятника жертвам сражения началось в 1833 году, но из-за нехватки средств работы по его возведению были приостановлены. Лишь спустя 8 лет его строительство возобновилось и было закончено в 1843 году. Более 50 000 человек посетили поминальную службу 3 июля 1878 года, посвящённую сотой годовщине сражения. Служба состоялась близ памятника жертвам сражения и на ней выступил президент США Ратерфорд Бёрчард Хейс. Каждый год на памятную церемонию приходит до 1000 человек.

### Статьи
- Lewis, Michael J. The Wyoming Massacre: ON STONE AND IN MEMORY (англ.) // Nineteenth Century. — Haddonfield, New Jersey: Victorian Society in America, 2020. — Vol. 40, iss. 1. — P. 34—41. — ISSN 0097-5184.